# Seth Ferranti
Pour les articles homonymes, voir Ferranti.
Œuvres principales
Prison Stories
Seth Ferranti est un journaliste et écrivain américain né le 2 janvier 1972 à Lemoore, en Californie.
En 1993, après avoir figuré deux ans dans la liste des quinze fugitifs les plus recherchés de l'United States Marshals Service, il est arrêté pour trafic de drogue ; au début de sa cavale, en 1991, il avait organisé son faux suicide en laissant au bord du fleuve Potomac sa voiture, ses vêtements, une bouteille vide de Vodka, et une lettre.
Condamné à 304 mois de prison pour trafic de LSD, Seth Ferranti a commencé sa carrière de journaliste en prison et a notamment écrit pour VICE et The Daily Beast,. En 2005, il ouvre un blog, Gorilla Convict, traitant de la vie en prison et des gangs.
Il est libéré en 2014 après 21 ans de détention.

## Publications
- Prison Stories, Gorilla Convict Publications, 2007.  (ISBN 0615126855)
  - Traduction française de Marc-Emmanuel Konigson : Prison Stories : Affaires criminelles en prison, Éditions Encore, 2011.  (ISBN 2919583050)
- Street Legends, Gorilla Convict Publications, vol. 1, 2008.  (ISBN 0980068703)
- Street Legends, Gorilla Convict Publications, vol. 2, 2010.  (ISBN 0980068711)
- The Supreme Team, Gorilla Convict Publications, 2012.  (ISBN 0980068746)
- Gorilla Convict : The Prison Writings of Seth Ferranti, édité par Ron Chepesiuk, 2013.  (ISBN 1467526622)